# 미하이 칙센트미하이

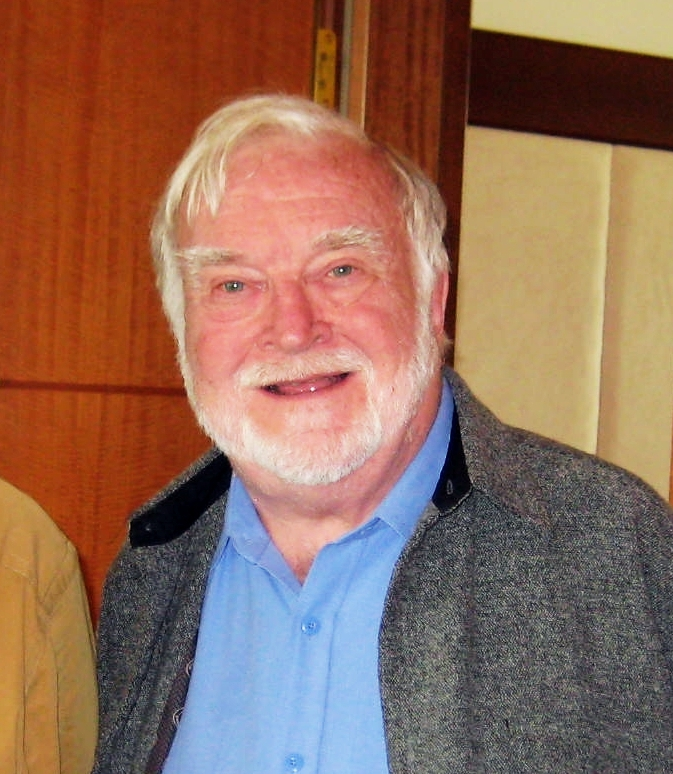
Mihaly Csikszentmihalyi (2010)

미하이 칙센트미하이(영어: Mihaly Csikszentmihalyi, 헝가리어: Csíkszentmihályi Mihály 1934년 9월 29일 ~ 2021년 10월 20일)는 헝가리계 미국인 심리학자이다. 이탈리아의 피우메(현재의 크로아티아 리예카)에서 태어났으며, 22살에 미국으로 이민했다. 클레어몬트 대학원에 재직했다. 시카고 대학교 심리학과와 레이크 포레스트 칼리지의 인류학과 학과장을 지내기도 했다. 몰입 개념을 창시했다.
1965년에 시카고 대학교에서 Ph.D를 수여받았다. 40년 동안 교수로 재직한 후 피터 드러커 경영대학 교수 및 '삶의 질 연구소' 소장으로 있었으며, 인간의 삶을 더 창의적이고 행복하게 할 수 있을지에 관한 분야를 연구해 왔다.

## 같이 보기
- 주의
- 인지 과학